# Nigeria Airways
Nigeria Airways Ltd., nota anche come Nigeria Airways, era la compagnia aerea di bandiera della Nigeria. La compagnia fu fondata nel 1958 dopo lo scioglimento della "West African Airways Corporation" (WAAC). Mantenne il nome di West African Airways Corporation Nigeria (WAAC Nigeria) fino al 1971, anno in cui fu rinominata, per poi mantenere il nome "Nigeria Airways" fino alla cessazione delle operazioni nel maggio del 2003. Il governo nigeriano detenne il 51% della compagnia fino al 1961, quando aumentò la sua partecipazione azionaria al 100% e la rese la compagnia aerea di bandiera del paese. Al momento della chiusura, la sede della compagnia era situata presso la "Airways House", ad Abuja. Le operazioni erano concentrate all'Aeroporto Internazionale Murtala Muhammed e servivano destinazioni nazionali ed internazionali, situate principalmente in Africa occidentale; la rete di voli comprendeva anche alcune destinazioni in Europa, Nord America, Arabia Saudita ed Emirati Arabi Uniti. Nigeria Airways era gestita anche da altre compagnie aeree straniere, tra cui British Airways, KLM e South African Airways.

## Storia
I primi anni
Nigeria Airways venne fondata il 23 agosto 1958 con il nome di "West African Airways Corporation Nigeria Limited" (WAAC Nigeria), per succedere alla "West African Airways Corporation" (WAAC), che fu chiusa; il prefisso "WAAC" venne mantenuto grazie al prestigio che quest'ultima aveva precedentemente guadagnato. Inizialmente, Nigeria Airways era un'azienda tripartita in cui il governo nigeriano era l'azionista di maggioranza (al 51%), mentre "Elder Dempster Lines" e British Overseas Airways Corporation (BOAC) detenevano il resto delle azioni. WAAC Nigeria ereditò alcuni aeromobili appartenuti in precedenza a WAAC. Le operazioni iniziarono il 1 ottobre 1958, con un Boeing 377 Stratocruiser della BOAC operato per conto della nuova compagnia aerea che collegava Londra con Lagos, e dei Douglas DC-3 che effettuavano servizi nazionali e una rotta per Dakar, l'ultima in collaborazione con Ghana Airways. Lo stesso giorno, WAAC Nigeria firmò un contratto di 15 anni con la BOAC per noleggiare degli Stratocruiser e dei Bristol Britannia per servire voli a lungo raggio tra la Nigeria e il Regno Unito. Il contratto prevedeva anche che queste rotte sarebbero state gestite in un accordo di pool, in base al quale i biglietti potevano essere emessi da una compagnia aerea per i voli operati da un'altra, condividendo i ricavi.
Nell'aprile del 1960, la flotta comprendeva un De Havilland DH.104 Dove, otto De Havilland DH.114 Heron e otto Douglas DC-3. All'inizio del 1961, il governo nigeriano divenne l'unico proprietario della compagnia acquistando le azioni detenute da BOAC ed Elder Dempster. I De Havilland Heron furono ritirati dal servizio nel marzo 1961 poiché si dimostrarono economicamente non redditizi. Con l'obiettivo di sostituire i Douglas DC-3, cinque Fokker F27 furono ordinati a fine 1961. Un BOAC Comet 4 inaugurò la rotta tra Abuja e Londra il 1 aprile 1962. I Fokker F27 si unirono alla flotta tra gennaio e maggio 1963 e furono impiegati su rotte regionali e internazionali come Abidjan, Accra, Bathurst, Dakar, Freetown e Harbel. Il contratto con la BOAC fu rivisto e un nuovo accordo fu firmato nell'aprile dello stesso anno. Nel giugno 1963, i Douglas DC-3 avevano iniziato a essere sostituiti dai Fokker F27 sulle rotte verso Gambia, Ghana, Costa d'Avorio, Liberia, Senegal, Sierra Leone e Repubblica Democratica del Congo. Tuttavia, il Douglas DC-3 continuò a essere impiegato sulla rotta Kano-Cotonou-Lomé-Accra e sulla rotta cargo Lagos-Kano. Successivamente, la BOAC operò dei Vickers VC-10 per conto di Nigeria Airways dall'aprile 1964 fino a quando lo stesso tipo di aeromobile fu acquisito dalla compagnia aerea di stato britannica nell'ottobre 1969. Il primo collegamento aereo tra la Nigeria e gli Stati Uniti fu lanciato all'inizio di ottobre del 1964. Questa rotta collegava Lagos con New York e fu operato dalla Pan Am utilizzando dei Boeing 707 e dei Douglas DC-8, tuttavia, a causa di un accordo tra i due paesi, Nigeria Airways poteva vendere solo un numero limitato di posti su questi voli.

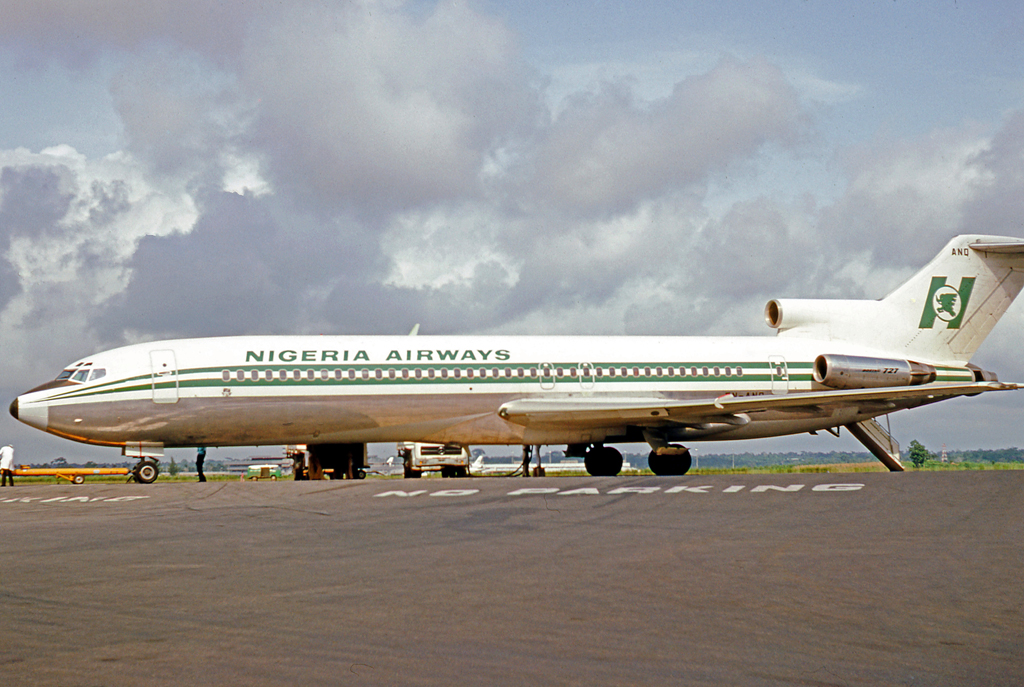
Un ex Boeing 727-200 della compagnia all'Aeroporto Internazionale Murtala Muhammed nel 1980

A marzo 1970, la compagnia contava 2.191 dipendenti. A quel tempo, la flotta comprendeva un Piper PA-23, un Douglas DC-3 e sei Fokker F27 che operavano su destinazioni nazionali e rotte regionali che si estendevano verso ovest, fino a Dakar, gestite in un accordo di pool con Ghana Airways. In Europa, l'elenco di destinazioni comprendeva Francoforte, Londra, Madrid e Roma, tutte servite con dei Vickers VC10 in leasing da BOAC. Il 22 gennaio 1971, la compagnia cambiò nome in Nigeria Airways.  A quel tempo la compagnia utilizzava il leasing di aeromobili come pratica comune: i Boeing 707 che effettuavano la rotta Lagos-Londra venivano noleggiati da "Laker Airways" ed Ethiopian Airlines fino a quando un nuovo Boeing 707 non fu incorporato nella flotta e impiegato sulla rotta nell'agosto 1971, mentre nell'ottobre 1971 un Boeing 737 fu noleggiato da Aer Lingus. Un altro Boeing 707 fu ordinato nel 1972, insieme a due Boeing 737-200. Un Boeing 707 fu noleggiato da Aer Lingus nell'aprile 1972 per essere impiegato principalmente sulla rotta Lagos-Londra, con la disposizione di equipaggio e manutenzione. Nell'ottobre del 1972, un Fokker F28 entrò in flotta con un contratto di leasing con Fokker, e in seguito furono ordinati altri aerei di questo tipo. Alla fine del 1972, fu firmato un contratto di assistenza gestionale con la Trans World Airlines, con la compagnia aerea americana che forniva specialisti in diversi settori manageriali, commerciali e finanziari per cinque anni, ma il contratto non fu mai esercitato. Nigeria Airways prese in consegna tre Boeing 707 nel febbraio del 1973; furono subito messi in servizio sulla rotta Lagos-Londra. Altri due Boeing 737-200, furono consegnati all'inizio degli anni '70.
Gli anni d'oro

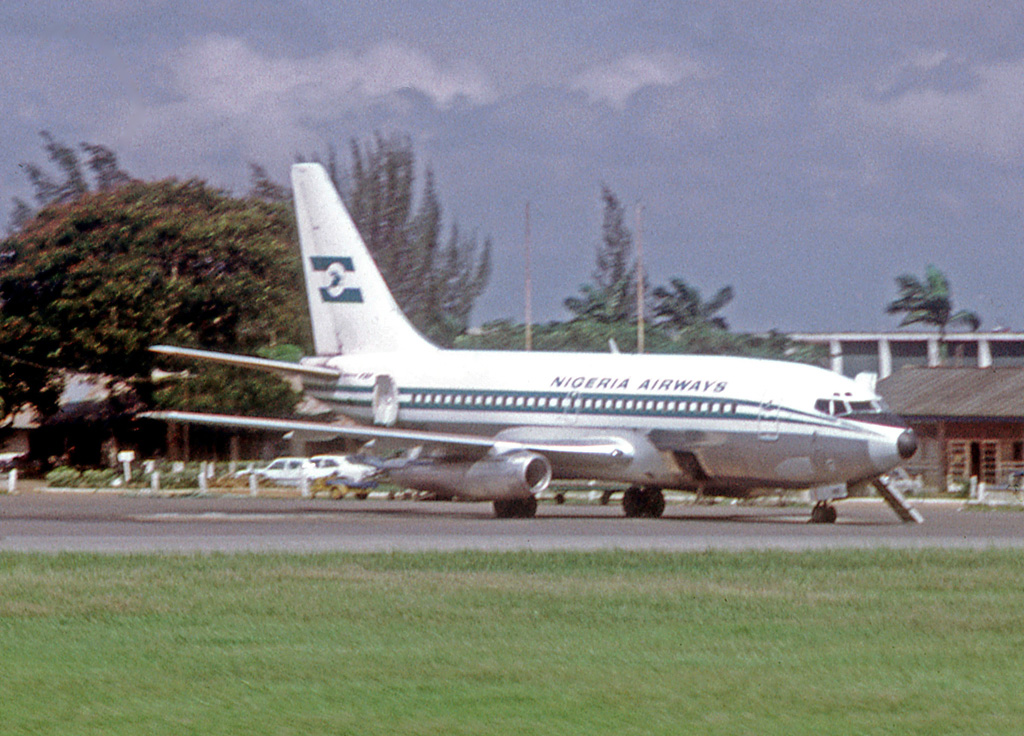
Un ex Boeing 737-200 della compagnia all'aeroporto di Ikeja nel 1974

Nel marzo 1975 la forza lavoro era composta da 2.400 persone e la flotta era composta da due Boeing 707, due Boeing 737-200, tre Fokker F28, cinque Fokker F27 e un Piper PA-23, mentre altri cinque Fokker F28 erano in ordine. La rete di rotte in quel momento comprendeva rotte nazionali servite da Kano e Lagos e rotte internazionali per Abidjan, Amsterdam, Accra, Bathurst, Beirut, Bruxelles, Dakar, Douala, Francoforte, Freetown, Londra, Madrid, Monrovia, New York, Parigi e Roma. Nell'ottobre 1976 fu effettuato un ordine per due Boeing 727-200 e un altro Boeing 707, prese anche in consegna di un Douglas DC-10. Questo DC-10 era un aereo da 300 posti, completamente in classe economica, che operava tra la Nigeria e l'Arabia Saudita. In quel periodo la compagnia prese possesso di altri due Boeing 707. Un secondo DC-10 fu ordinato all'inizio del 1977. Un ordine per due Fokker F28-4000, che avrebbero integrato i sei Fokker F28-2000 che la compagnia aveva in servizio, fu effettuato alla fine del 1978. Un contratto simile a quello firmato con TWA nel 1972 fu firmato con la KLM nel settembre 1979, questa volta per un periodo di due anni. Il contratto era finalizzato principalmente a formare i dipendenti della Nigeria Airways nella gestione delle compagnie aeree al fine di rendere la compagnia efficiente e redditizia.

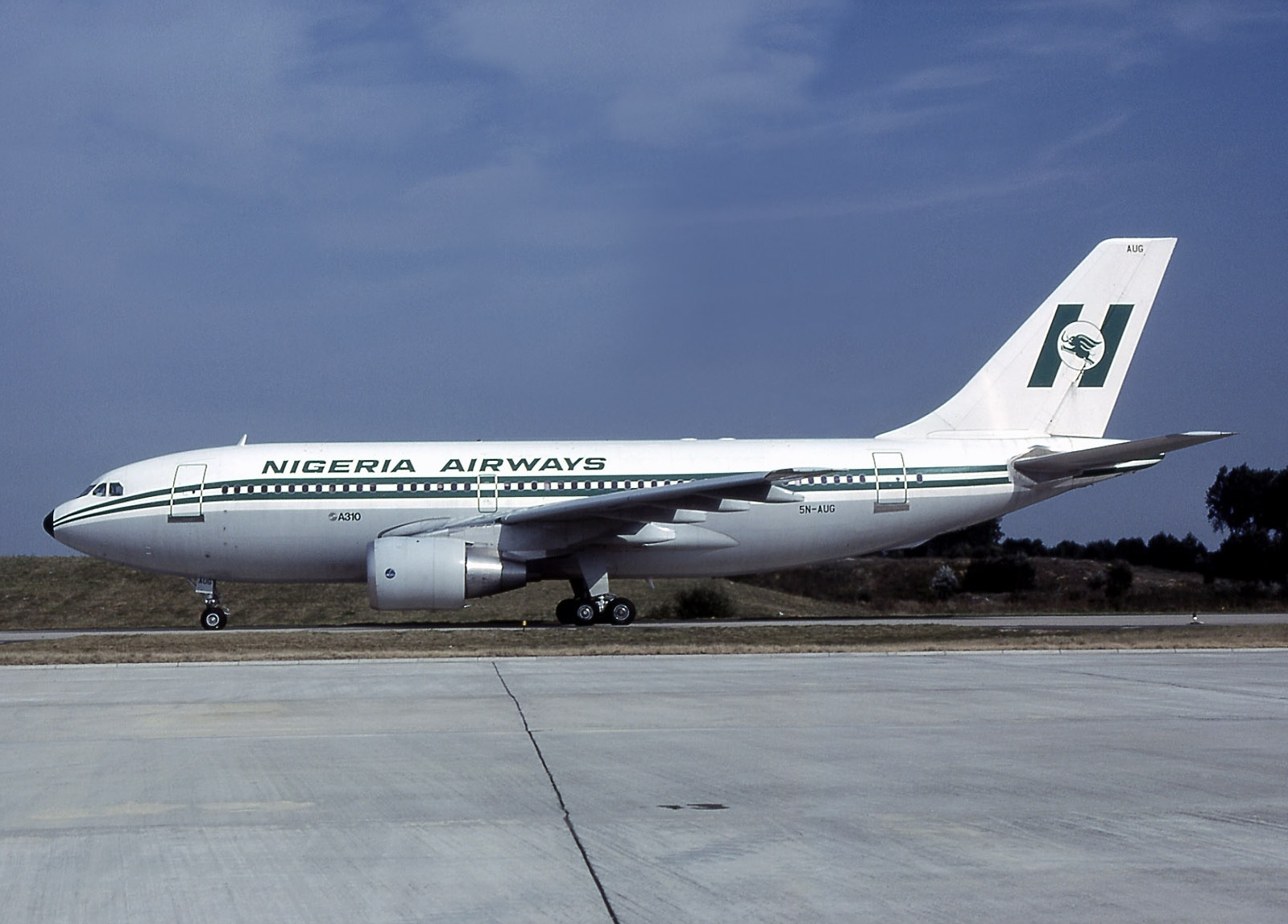
Un ex Airbus A310-200 della compagnia all'Aeroporto di Parigi Charles de Gaulle nel 1985

Un volo per Jeddah fu lanciato nel 1980. Nel luglio 1980, la flotta era composta da 26 aerei, suddivisi in tre Boeing 707, due Boeing 727-200, due Boeing 737-200, due DC-10, due Fokker F27-2000, due Fokker F27-4000, quattro Fokker F27-6000, sei Fokker F28-2000, due Fokker F28-4000 e un Piper PA-23. I due DC-10 furono acquistati in contanti. Nigeria Airways divenne il 40° cliente di Airbus nel 1981, quando ordinò quattro Airbus A310-200. Quattro nuovi Boeing 737-200 furono ordinati all'inizio del 1981 per 65 milioni di dollari (equivalenti a 225 milioni di dollari nel 2025), inclusi i pezzi di ricambio, e alla fine dello stesso anno fu effettuato un ordine per altri quattro aerei dello stesso tipo. Nel 1982, i Boeing 747 furono noleggiati dalla compagnia aerea charter danese "Scanair" e SAS; gli aerei furono impiegati sui servizi per il Regno Unito, consentendo ai DC-10 di essere utilizzati su nuove rotte per Francoforte, Parigi e Zurigo. La compagnia prese possesso di quattro nuovi Boeing 737-200 all'inizio del 1983 che avrebbero sostituito aerei in leasing dello stesso tipo; furono acquisiti con un prestito di 70 milioni di dollari concordato con sette importanti banche. Il 28 novembre 1983, un Fokker F28 si schiantò durante l'avvicinamento a Enugu, causando la morte di 23 delle 72 persone a bordo. In seguito a questo incidente, la compagnia decise di ritirare dal servizio i suoi aeromobili Fokker. Un colpo di stato militare avvenuto il 31 dicembre 1983 cambiò la struttura del governo e della compagnia aerea: Bernard Banfa fu nominato amministratore delegato e molti membri del personale formati da KLM furono licenziati. Gli Airbus A310-200 da 225 posti furono incorporati nella flotta tra la fine del 1984 e l'inizio del 1985. Tre di questi aerei portavano i nomi Rima River, River Ethiope e Lekki Peninsula. Nel marzo 1985, la flotta era composta da 22 aerei, due DC-10, quattro Airbus A310, tre Boeing 707, due Boeing 727-200, dieci Boeing 737-200 e un Boeing 737-200C; due Boeing 737-200 erano in ordine e la compagnia aveva 9.096 dipendenti.
La chiusura
L'introduzione di politiche non regolamentate dal Fondo Monetario Internazionale (FMI), insieme alla corruzione, alla cattiva gestione e all'eccesso di personale, hanno portato a un costante declino della Nigeria Airways a partire dagli anni '80. La compagnia aerea aveva accumulato debiti significativi che superavano le sue entrate dalla metà degli anni '80, al punto che gli aerei venivano trattenuti o sequestrati per debiti non pagati. L'International Air Transport Association (IATA) sospese Nigeria Airways all'inizio del 1987 dalla clearing house (il che significava che la compagnia non poteva emettere biglietti per far operare i voli da altre compagnie aeree membri dell'IATA e viceversa) per debiti accumulati di 1.100.000 dollari. Alla fine del 1987 la compagnia aerea aveva debiti per circa 250.000.000 dollari, con un fatturato di 5.000.000 di dollari al mese e una spesa di circa 5.175.000 dollari al mese. Questa situazione spinse la compagnia ad aumentare le sue tariffe nazionali e internazionali rispettivamente del 100% e del 20%, al fine di raccogliere fondi per alleviare il deficit, ma questa misura ridusse il traffico di passeggeri. Anche se 1.000 posti di lavoro erano stati tagliati entro la fine del 1986 e 1.700 nel corso dell'anno precedente, il governo nigeriano ordinò alla compagnia di ridurre ulteriormente il numero di dipendenti (i dipendenti erano 8.500 all'epoca, ovvero 500 per ogni aereo della flotta, il doppio della media internazionale) e di ridurre o interrompere le rotte non redditizie. Nel 1988, le misure di riduzione dei costi portarono alla sospensione dei voli verso numerose destinazioni africane, tra cui Cotonou, Dakar, Douala, Kinshasa, Monrovia e Nairobi. Nel dicembre 1988 la compagnia licenziò 3.000 dipendenti, un terzo della forza lavoro, nel tentativo di continuare le operazioni. Alla fine degli anni '80 Nigeria Airways perse 350.000 dollari per non aver confermato un ordine di sei ATR-42. Finanziato da una società di leasing giapponese, la compagnia introdusse in flotta l'ultimo DC-10 mai costruito; l'aereo fu consegnato nel 1989, sostituì un medesimo modello che andò perso in un incidente due anni prima.

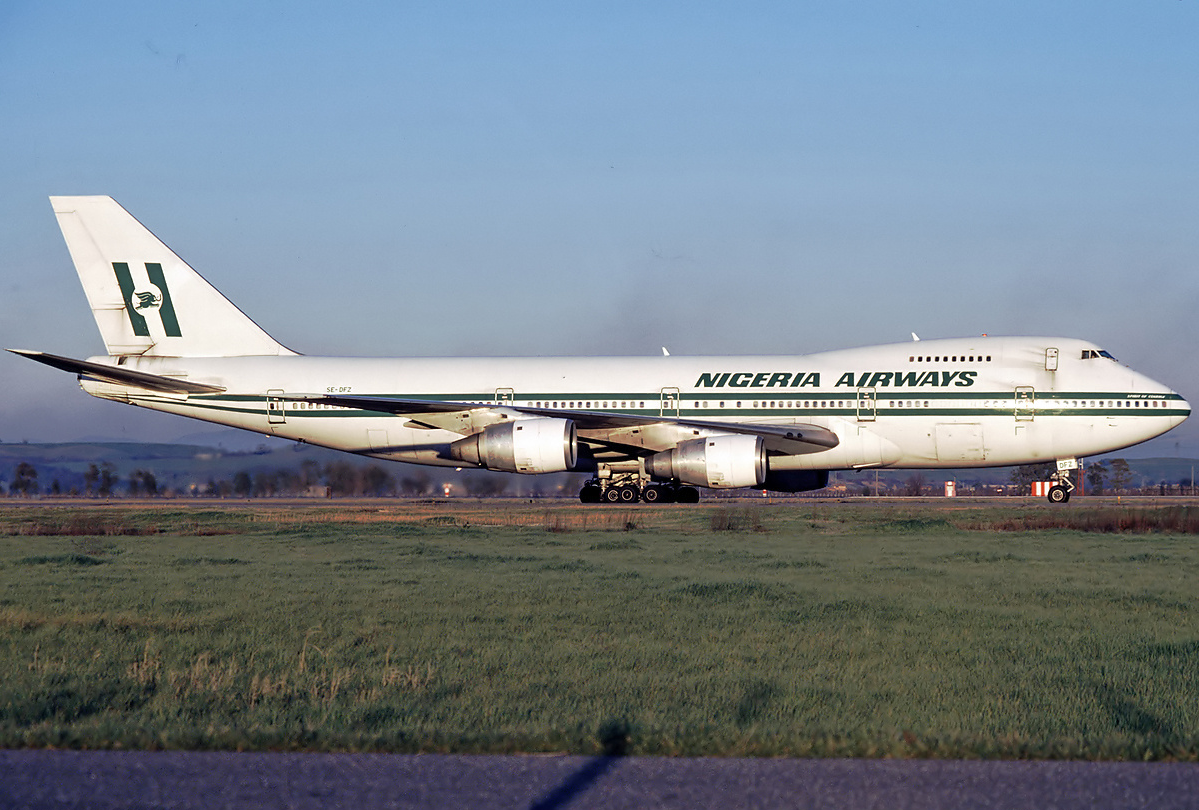
Un ex Boeing 747-200 della compagnia all'Aeroporto di Roma-Fiumicino nel 1988

Con un organico di 6.632 persone a marzo 1990, la compagnia disponeva di una flotta composta da tre Airbus A310-200, tre Boeing 707, otto Boeing 737-200 e due DC-10. Operava un'ampia rete nazionale che serviva i 19 stati nigeriani, oltre a rotte verso l'Africa orientale e occidentale; venivano inoltre effettuati i seguenti voli intercontinentali: da Lagos ad Amsterdam, Gedda, Londra, New York e Roma, da Kano ad Amsterdam, Gedda, Londra e Roma, e da Port Harcourt a Londra. La compagnia subì un grave incidente l'11 luglio 1991, quando un Douglas DC-8 con 261 persone a bordo, si schiantò nei pressi di Gedda. Nel 1992, alla Nigeria Airways vennero sequestrati tre Boeing 707 in Europa e il numero di voli subì una riduzione del 32% a seguito della cessazione dei servizi per Conakry, Freetown e Monrovia. La privatizzazione fu presa in considerazione per la prima volta nel 1993 con la proposta di dividere Nigeria Airways in due compagnie: una con lo stesso nome e operante su rotte nazionali e un'altra denominata Air Nigeria, che avrebbe intrapreso le operazioni internazionali. Nel luglio 1994, un Airbus A310 fu sequestrato all'aeroporto di Londra Heathrow a causa di un debito del valore di 100.000 sterline. Ulteriori riduzioni del personale continuarono per tutta la prima metà degli anni '90 e nel settembre 1995 la compagnia contava 4.500 dipendenti. Nel 1997 l'autorità per l'aviazione civile del Regno Unito vietò alla compagnia di operare nel suo territorio citando problemi di sicurezza; in cambio, il governo nigeriano impedì a British Airways di operare nel paese. Il servizio fu ripristinato nel 1998 quando il Nigeria Airways iniziò il code sharing con British Airways, impiegando un Boeing 747-200 in leasing che aveva una livrea ibrida delle due compagnie, operava sulla rotta da Lagos a Londra Heathrow con equipaggi misti inglesi e nigeriani. Alla fine degli anni '90, il governo nigeriano decise che il vettore sarebbe stato privatizzato vendendo rispettivamente il 40% e il 20% a investitori stranieri e locali, pur mantenendo il resto delle azioni. Nel 1999, l'International Finance Corporation (IFC) fu incaricata dal governo nigeriano di assistere nel processo di ristrutturazione e privatizzazione della compagnia aerea. Tra le tre opzioni, una di queste era quella di collaborare con una grande compagnia aerea europea; Air France, British Airways, Lufthansa, Swissair e Virgin Atlantic furono tutte prese in considerazione. Un'altra alternativa era la liquidazione del vettore.

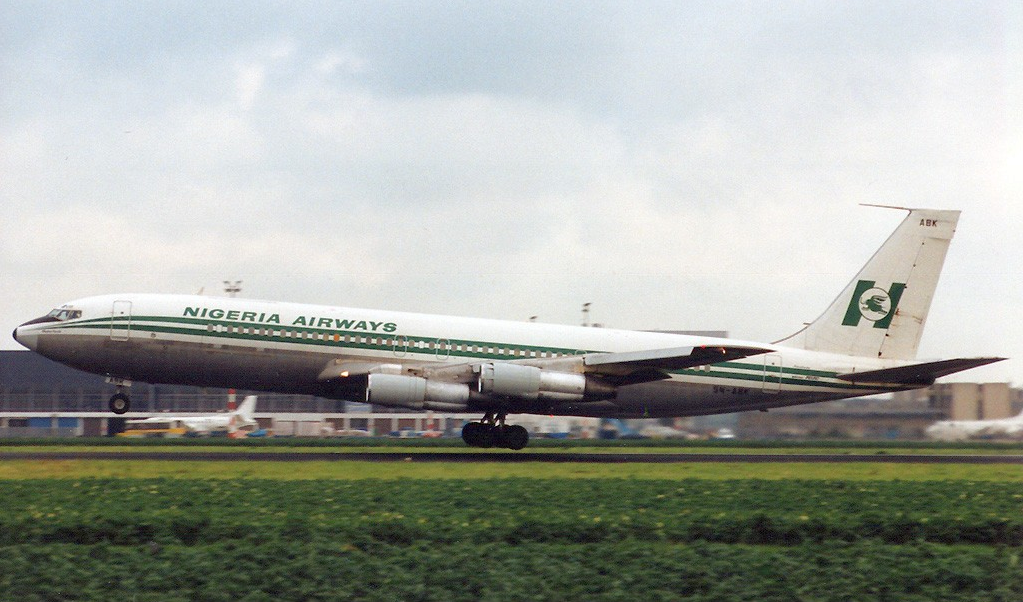
Un ex Boeing 707 della compagnia all'Aeroporto di Amsterdam-Schiphol nel 1994

Nell'aprile del 2000, il numero di dipendenti era 4.516. A quel tempo, un Airbus A310-200, tre Boeing 737-200, un Boeing 747-200 e un McDonnell Douglas DC-10 servivano una rete di rotte che includeva Abuja, Calabar, Douala, Dubai, Jeddah, Jos, Kaduna, Kano, Kinshasa, Lagos, Libreville, Londra, Maiduguri, Malabo, Port Harcourt, Sokoto e Yola. Una flotta che contava 32 aerei nel 1984 si era gradualmente ridotta a soli tre aerei nell'ottobre 2000. Il Regno Unito citò nuovamente preoccupazioni sulla sicurezza nel 2001 quando rifiutò di consentire a Nigeria Airways di operare la rotta Lagos-Londra, questa volta per quanto riguarda il Boeing 747-200 che era stato noleggiato da Air Djibouti per effettuare il volo. Quell'anno, l'IFC si ritirò dalla sua posizione consultiva citando la riluttanza sia della società che del governo a intraprendere le misure necessarie che avrebbero reso Nigeria Airways attraente per potenziali investitori. In seguito ci furono varie accuse, queste ultime sostenevano che il fallimento della compagnia aerea era stato accelerato dagli ex governanti nigeriani che saccheggiarono e gestirono male la compagnia, al punto che il governo avviò un'indagine sulla scomparsa di oltre 400 milioni di dollari tra il 1983 e il 1999. Lanciata nel febbraio 2001, una joint venture tra Nigeria Airways e South African Airways che si basava principalmente sulla rotta Johannesburg-Lagos-New York fu interrotta unilateralmente dalla compagnia aerea sudafricana nel marzo 2002, citando un calo del numero di passeggeri e un deficit di 4.900.000 dollari.
Nel maggio 2003, quando Nigeria Airways possedeva un Boeing 737-200 come unico aereo operativo, il governo decise di non immettere ulteriori fondi nella compagnia aerea con personale in eccesso, ma di liquidarla. La decisione si basava sul calo delle prestazioni negli ultimi 15 anni di attività della compagnia e sui debiti della stessa. Il numero di passeggeri trasportati era sceso da 2,1 milioni nel 1985 a soli 10.000 nel primo trimestre del 2003, e controllava rispettivamente solo il 6% e l'1% del mercato nazionale e internazionale. La compagnia aerea aveva debiti per oltre 528 milioni di dollari, nonostante il governo avesse iniettato 200 milioni di dollari nella compagnia nell'ultimo decennio di attività. Nigeria Airways cessò le operazioni nel 2003 e fu liquidata un anno dopo. Il governo nigeriano decise, in seguito a un accordo con Virgin Atlantic, di fondare Virgin Nigeria, concepita come sostituta. Anche se Virgin Nigeria successe a Nigeria Airways, le strutture di terra appartenute a Nigeria Airways furono rilevate da Arik Air, allora in fase di avviamento.

## Destinazioni
Al momento della chiusura, Nigeria Airways operava verso le seguenti destinazioni:
Africa
- Nigeria (Abuja, Kano, Lagos e Port Harcourt)
- Costa d'Avorio (Abidjan)

Asia
- Emirati Arabi Uniti (Dubai)
- Arabia Saudita (Gedda)

Europa
- Regno Unito (Londra)

America del nord
- Stati Uniti (New York)

## Flotta
Nigeria Airways ebbe in flotta l'ultimo McDonnell Douglas DC-10 mai costruito, noleggiandolo dalla "World Airways". Nel corso degli anni Nigeria Airways ha operato con i seguenti aeromobili:
- Airbus A300
- Airbus A310-200
- Piper PA-23
- BAC One-Eleven
- Boeing 377 Stratocruiser
- Boeing 707
- Boeing 727-200
- Boeing 737-400
- Boeing 747-100
- Boeing 747-200
- Boeing 747-300
- Boeing 767-200ER
- Boeing 767-300ER
- Bristol Britannia
- De Havilland Comet
- Douglas C-47 Dakota/Skytrain
- Douglas DC-3
- Douglas DC-8
- De Havilland DH.104 Dove
- Fokker F27
- Fokker F28
- De Havilland DH.114 Heron
- McDonnell Douglas DC-10
- Vickers VC-10
- Vickers Viscount

## Incidenti
Aviation Safety Network registra 16 incidenti riguardanti Nigeria Airways, otto dei quali con vittime. Il peggior incidente subito dalla compagnia si verificò l'11 luglio 1991, quando 261 persone persero la vita in un incidente all'Aeroporto Internazionale di Gedda-Re Abd al-Aziz, in Arabia Saudita. La seguente tabella include gli eventi che hanno riportato delle vittime, la perdita dell'aeromobile o entrambi:
| Data              | Luogo         | Aeromobile              | Codice di registrazione | Danni all'aeromobile | Vittime | Evento | Note                        |
| ----------------- | ------------- | ----------------------- | ----------------------- | -------------------- | ------- | --- | --------------------------- |
| 20 novembre 1969  | Lagos         | Vickers VC10            | 5N-ABD                  | Distrutto            | 87/87   | L'aereo stava volando sulla rotta Londra-Roma-Kano-Lagos con numero di volo 925 quando si schiantò durante l'ultima tratta, al momento dell'atterraggio all'aeroporto internazionale di Ikeja, dopo aver colpito degli alberi in condizioni di scarsa visibilità. L'aereo coinvolto era stato venduto a Nigeria Airways dalla BOAC meno di due mesi prima dell'incidente ed era gestito da un equipaggio esperto. | [ 79 ] [ 80 ] [ 81 ] [ 82 ] |
| 4 aprile 1971     | Jos           | Fokker F27              | 5N-AAX                  | Distrutto            | 0/41    | L'aereo uscì fuori pista e si schiantò contro un cumulo di ghiaia all'aeroporto di Jos, in seguito a un tentativo di decollo con vento laterale. Nonostante l'aereo andò distrutto, non ci furono vittime. | [ 83 ]                      |
| 19 settembre 1972 | Port Harcourt | Fokker F28              | PH-FPT                  | Distrutto            | 0       | L'aereo uscì di pista durante l'atterraggio all'aeroporto di Port Harcourt. Non ci furono vittime. | [ 84 ]                      |
| 22 gennaio 1973   | Kano          | Boeing 707              | JY-ADO                  | Distrutto            | 176/202 | L'aereo uscì di pista e prese fuoco poco dopo il collasso di uno dei due carrelli principali in fase di atterraggio all'aeroporto di Kano. L'aereo avrebbe dovuto operare la rotta Jeddah-Lagos, tuttavia fu dirottato su Kano a causa di condizioni meteorologiche avverse. Era stato noleggiato da Royal Jordanian e operato per conto di Nigeria Airways durante la stagione Hajj.                             | [ 85 ]                      |
| 25 aprile 1977    | Sokoto        | Fokker F27              | 5N-AAW                  | Distrutto            | 0/23    | L'aereo andò fuori pista all'aeroporto di Sokoto. Non ci furono vittime. | [ 86 ]                      |
| 1 marzo 1978      | Kano          | Fokker F28              | 5N-ANA                  | Distrutto            | 18      | L'aereo stava operando un volo di linea nazionale da Sokoto a Kano quando, poco prima dell'atterraggio all'aeroporto di destinazione, si scontrò con un addestratore MiG-21 dell'Aeronautica Militare Nigeriana. Tutte le 16 persone a bordo del Fokker F28 e due persone a bordo del MiG-21 rimasero uccise. | [ 87 ]                      |
| 28 novembre 1983  | Enugu         | Fokker F28              | 5N-ANF                  | Distrutto            | 53/72   | L'aereo si schiantò in condizioni di scarsa visibilità a 3,3 chilometri dalla pista dell'aeroporto di Enugu, in fase di atterraggio. Il volo proveniva da Lagos come volo 250. L'aereo prese fuoco, uccidendo 53 dei 72 occupanti. | [ 88 ] [ 89 ] [ 90 ] [ 91 ] |
| 10 gennaio 1987   | Ilorin        | McDonnell Douglas DC-10 | 5N-ANR                  | Distrutto            | 0/9     | Durante un volo di addestramento, l'aereo oltrepassò la pista dell'aeroporto di Ilorin e prese fuoco. Non ci furono vittime. | [ 92 ]                      |
| 15 ottobre 1988   | Port Harcourt | Boeing 737-200          | 5N-ANW                  | Distrutto            | 0/132   | Durante l'atterraggio, l'aereo oltrepassò la pista dell'aeroporto di Port Harcourt in condizioni meteorologiche avverse. Entrambi i carrelli di atterraggio cedettero. Non ci furono vittime. | [ 93 ]                      |
| 2 ottobre 1989    | Lagos         | Boeing 737-200          | 5N-ANX                  | Distrutto            | 0/135   | Durante l'atterraggio all'aeroporto di Ikeja, il carrello anteriore cedette dopo aver oltrepassato la pista dell'aeroporto. Non ci furono vittime. | [ 94 ]                      |
| 11 luglio 1991    | Gedda         | Douglas DC-8            | C-GMXQ                  | Distrutto            | 261/261 | L'aereo prese fuoco e precipitò poco dopo il decollo dall'Aeroporto Internazionale di Gedda-Re Abd al-Aziz. L'aereo, noleggiato dalla compagnia canadese Nolisair, stava trasportando i pellegrini da Gedda a Sokoto con il numero di volo 2120, durante la stagione Hajj. | [ 95 ]                      |
| 25 ottobre 1993   | Niamey        | Airbus A310-200         | Sconosciuto             | Minori               | 1/149   | L'aereo fu dirottato durante il volo da Lagos ad Abuja, i dirottatori chiesero le dimissioni del governo nigeriano e di essere trasportati a Francoforte. All'aereo fu negato il permesso di atterrare a N'Djamena e fu dirottato all'aeroporto di Niamey per il rifornimento. Fu preso d'assalto dall'esercito nigerino dopo quattro giorni; il copilota rimase ucciso durante l'operazione.                     | [ 96 ]                      |
| 19 dicembre 1994  | Kiri Kasama   | Boeing 707              | 5N-ABK                  | Distrutto            | 3/5     | L'aereo si schiantò nei pressi di Kiri Kasama dopo che fu segnalata la presenza di fumo nella cabina di pilotaggio, che ha stordito i piloti. L'aereo stava operando un volo cargo tra Jeddah e Kano con il numero di volo 9805. | [ 97 ] [ 98 ] [ 99 ]        |
| 13 novembre 1995  | Kaduna        | Boeing 737-200          | 5N-AUA                  | Distrutto            | 11/138  | L'ala dell'aereo impattò a terra durante l'atterraggio con vento in coda all'aeroporto di Kaduna, partito da Jos come volo 357. L'ala colpì il suolo dopo che l'aereo uscì di pista verso sinistra, danneggiando i serbatoi di carburante e innescando un incendio che distrusse completamente la fusoliera dell'aereo.                                                                                           | [ 100 ] [ 101 ] [ 102 ]     |